# Coal Fork
Coal Fork és una concentració de població designada pel cens dels Estats Units a l'estat de Virgínia de l'Oest. Segons el cens del 2000 tenia 1.350 habitants.

## Demografia
Segons el cens del 2000, Coal Fork tenia 1.350 habitants, 581 habitatges, i 415 famílies. La densitat de població era de 101,4 habitants per km².
Dels 581 habitatges en un 24,8% hi vivien nens de menys de 18 anys, en un 54,2% hi vivien parelles casades, en un 13,4% dones solteres, i en un 28,4% no eren unitats familiars. En el 26,3% dels habitatges hi vivien persones soles el 13,8% de les quals corresponia a persones de 65 anys o més que vivien soles. El nombre mitjà de persones vivint en cada habitatge era de 2,32 i el nombre mitjà de persones que vivien en cada família era de 2,75.
Per edats la població es repartia de la següent manera: un 19,7% tenia menys de 18 anys, un 6,7% entre 18 i 24, un 26,7% entre 25 i 44, un 28% de 45 a 60 i un 18,9% 65 anys o més.
L'edat mediana era de 43 anys. Per cada 100 dones de 18 o més anys hi havia 91,5 homes.
La renda mediana per habitatge era de 26.250 $ i la renda mediana per família de 29.808 $. Els homes tenien una renda mediana de 25.568 $ mentre que les dones 21.667 $. La renda per capita de la població era de 14.002 $. Entorn del 16,5% de les famílies i el 18% de la població estaven per davall del llindar de pobresa.

## Poblacions més properes
El següent diagrama mostra les poblacions més properes.